# Quận Fauquier, Virginia
Quận Fauquier là một quận thuộc tiểu bang Virginia, Hoa Kỳ.
Quận này được đặt tên theo. Theo điều tra dân số của Cục điều tra dân số Hoa Kỳ năm 2000, quận có dân số 68.010 người. Quận lỵ đóng ở Warrenton6. Quận Fauquier thuộc vùng đô thị Washington.

## Địa lý
Theo Cục điều tra dân số Hoa Kỳ, quận có diện tích 651 dặm vuông Anh (1.686,1 km2), trong đó có 2 dặm vuông Anh (5,2 km2) là diện tích mặt nước.

### Các xa lộ chính
- Interstate 66
- U.S. Route 15
- U.S. Route 17
- U.S. Route 29
- U.S. Route 50
- U.S. Route 211
- State Route 28
- State Route 55

### Quận giáp ranh
- Quận Clarke (bắc)
- Quận Loudoun (bắc)
- Quận Prince William (đông)
- Quận Stafford (đông nam)
- Quận Culpeper (tây nam)
- Quận Rappahannock (tây)
- Quận Warren (tây bắc)